# 库瓦西耶征
库瓦西耶征（英語：Courvoisier sign）是用于描述右上腹部的体格检查发现的术语，提示无痛性可触及肿大胆囊伴轻度黄疸的临床表现通常并非由胆结石所引起，而是可能存在胆囊或胰腺恶性肿瘤。由于胰头癌压迫胆总管导致胆道阻塞、黄疸进行性加深，胆囊也显著肿大，但无压痛。检查中触及囊性、无压痛、光滑且可推动的胆囊称为库瓦西耶征阳性，是胰腺壶腹部周围癌的特征。